# Coccophagus eleaphilus
Coccophagus eleaphilus är en stekelart som beskrevs av Filippo Silvestri 1915. Coccophagus eleaphilus ingår i släktet Coccophagus och familjen växtlussteklar.
Artens utbredningsområde är:
- Eritrea.
- Marocko.
- Seychellerna.
- Uganda.

Inga underarter finns listade i Catalogue of Life.